# Hinata Yamauchi
Hinata Yamauchi (japanisch 山内 日向汰 Yamauchi Hinata; * 30. Mai 2001 in Nagoya, Präfektur Aichi) ist ein japanischer Fußballspieler.

## Karriere
Hinata Yamauchi erlernte das Fußballspielen in der Jugendmannschaft von Kawasaki Frontale sowie in der Universitätsmannschaft der Toin University of Yokohama. Die Saison 2023 wurde er an seinen Jugendverein Kawasaki Frontale ausgeliehen. Der Verein aus Kawasaki spielte in der ersten Liga. Während der Ausleihe kam er jedoch nicht zum Einsatz. Nach der Ausleihe wurde Yamauchi am 1. Februar 2024 fest von Frontale unter Vertrag genommen. Sein erstes Pflichtspiel absolvierte er am 17. Februar 2024 im Spiel um den japanischen Supercup 2024. Das Spiel gegen den Meister Vissel Kōbe wurde mit 1:0 gewonnen. Yamauchi stand in der Startelf und wurde in der 80. Minute gegen Kento Tachibanada ausgewechselt. Sein Erstligadebüt gab Hinata Yamauchi am 30. März 2024 (5. Spieltag) im Heimspiel gegen den FC Tokyo. Bei dem 3:0-Erfolg wurde er in der 82. Minute für Daiya Tōno eingewechselt. Am 3. Mai 2025 stand er mit Frontale im Finale der AFC Champions League Elite. Hier musste man sich jedoch dem saudi-arabischen Vertreter al-Ahli mit 2:0 geschlagen geben.

## Erfolge
Kawasaki Frontale
- Japanischer Supercup-Sieger: 2024
- AFC Champions League Elite-Finalist: 2024/25